# Homaloptera modesta
Homaloptera modesta är en fiskart som först beskrevs av Vinciguerra, 1890.  Homaloptera modesta ingår i släktet Homaloptera och familjen grönlingsfiskar. IUCN kategoriserar arten globalt som otillräckligt studerad. Inga underarter finns listade i Catalogue of Life.